# HMS Black Prince (1861)
HMS «Black Prince» — второй броненосец в британском королевском флоте для плавания в открытом море, спущенный на воду 27 февраля 1861 года. Назван в честь Эдуарда Плантагенета — «Чёрного Принца». Был третьим кораблём ВМФ Великобритании, носящим это имя. Относился к тому же типу батарейных броненосцев, что и Warrior. К моменту спуска на воду непродолжительное время, вместе со спущенным в 1860 году HMS Warrior, считался мощнейшим броненосцем в мире, практически неуязвимым для корабельной артиллерии противника. Из-за быстрого развития кораблестроения в скором времени устарел и большую часть эксплуатации, до 1923 года, прослужил как резервный и учебный корабль.